# Wilstermarsch
Wilstermarsch é um Amt (municipalidade), no distrito de Steinburg, em Schleswig-Holstein, na Alemanha. Ele está situado próximo de Wilster, que é a sede do Amt, mas não parte dele.
É o ponto mais baixo na Alemanha, 3,5 metros abaixo do nível do mar.
O Wilstermarsch Amt consiste dos seguintes municípios (população em 2005 entre parênteses):
| 1. Aebtissinwisch 2. Beidenfleth 3. Brokdorf 4. Büttel 5. Dammfleth 6. Ecklak 7. Kudensee | 1. Landrecht 2. Landscheide 3. Neuendorf-Sachsenbande 4. Nortorf 5. Sankt Margarethen 6. Stördorf 7. Wewelsfleth |